# Portrait de Luis Buñuel
Le Portrait de Luis Buñuel est une huile sur toile de Salvador Dalí réalisée en 1924 et conservé au Musée Reina Sofia de Madrid.

## contexte
La toile représente  Luis Buñuel, grand ami du peintre avec qui il collabora à la réalisation des films surréalistes Un chien andalou et L'âge d'or.

## Description
L'homme est peint de trois quarts avec le regard orienté vers à la gauche de la toile : l'expression est sévère, l’œil est grand, clair et expressif, et est bien coiffé. Il porte une veste sombre assortie avec ses cheveux noirs et le ciel gris.
En fond se trouve un paysage et une ville dans le lointain.